# 朴重国
朴 重国（パク・チョングク、朝鮮語: 박중국、1928年 - 1996年10月6日）は、朝鮮民主主義人民共和国の軍人、外交官、政治家。軍事停戦委員会首席代表、朝鮮労働党中央委員会委員候補、人民武力部副部長、キューバ大使などを歴任。朝鮮人民軍における軍事称号（階級）は上将。金正日総書記の側近として、正日の出生地を白頭山密営に書き換えた。

## 経歴
1928年に日本統治下の咸鏡北道に生まれた。1949年にソ連のモスクワ国際関係大学に留学し、1950年に中央保安幹部学校を卒業した。1954年に朝鮮労働党に入党し、労働課長に就いた。1956年に朝鮮労働党対外連絡部所属で東ドイツ大使館に赴任し、工作活動に従事した。1958年に帰国し、外務省参事官、副局長、第1局長を経て、1964年に板門店の軍事停戦委員会首席代表に就任した。1972年に最高人民会議第5期代議員、1974年に朝鮮労働党中央委員会委員候補に選出された。1973年に中将に昇進し朝鮮人民軍の思想教育を担当する人民武力部宣伝部長に就き、1977年に李勇武の後任として、人民武力部副部長に就任した。その後、金正日の側近として正日のライバルであった呉振宇人民武力部長の執務室に盗聴器を仕掛けていたことが発覚し、金日成主席によって解任された。1987年にキューバのフィデル・カストロ国家評議会議長から大使を交代するように要求され、正日の計らいもありキューバ大使に栄転した。1983年からメキシコ大使を兼任した。1985年に上将に昇進した。ソビエト連邦の崩壊後の1992年に「米国に亡命準備をしておくと良いだろう。」と発言したことが保衛部要員から本国に報告された。その後平壌に召喚され、北朝鮮クーデター陰謀事件に関与したとして炭坑で革命家教育を受けた。1995年に呉振宇の葬儀委員会委員として中央に復帰した。
1996年10月6日に持病のため、死去。愛国烈士陵に埋葬された。